# Gormiti - The New Era
Gormiti - The New Era è una serie televisiva italiana, prodotta da Rainbow Spa in collaborazione con Giochi Preziosi e diretta da Mario Parruccini. È il primo reboot live action e quarto del franchise Gormiti ed è composto da una stagione divisa in due parti da 10 episodi ciascuna. L'episodio pilota è stato presentato in anteprima il 20 luglio 2024 al Giffoni Film Festival.

## Trama
Gormiti - The New Era segue le avventure di quattro ragazzi terrestri prescelti per diventare la nuova generazione di Scion, gli impavidi guerrieri in grado di salvare il fantastico regno di Gorm e il pianeta Terra dalla minaccia del terribile Lord Graven e dei suoi maligni scagnozzi, attingendo al potere dei leggendari Gormiti, spiriti guerrieri elementali che li guideranno nel loro viaggio per diventare eroi.

## Episodi
| Stagione       | Episodi | Prima TV Italia |
| -------------- | ------- | --------------- |
| Prima stagione | 10      | 28 ottobre 2024 |
| Prima stagione | 10      | 4 novembre 2024 |

## Personaggi e interpreti

### Principali
- Zane Asher, interpretato da Federico Cempella e doppiato in italiano da Manuel Meli. È il bello e misterioso giovane della scuola, con una situazione familiare complessa e un fratello più piccolo a cui badare. Diventerà il Scion del Clan del Fuoco.
- Skye Levant, interpretata da Millie Fortunato Asquini e doppiata in italiano da Lucrezia Marricchi. È una delle giovani allieve più popolari della scuola, appassionata di arte, con una famiglia importante alle spalle ed esperta di arti marziali. Diventerà la Scion del Clan dell'Aria.
- Carter Moretti, interpretato da Francesco Petit e doppiato in italiano da Lorenzo D'Agata. È uno studente italo-americano orfano di genitori che vive con la zia. Amante degli sport, è il migliore amico di Glen, è il primo che accetta il potere dell'Elesfera. Diventerà il Scion del Clan dell'Acqua.
- Glen Weldon, interpretato da Robel Tesfamichael e doppiato in italiano da Alex Polidori. È il migliore amico di Carter, studente dalla forte ironia e mente del gruppo, ma piuttosto imbranato e tenuto sotto pressione dai genitori, che lo mettono senza successo in punizione. Diventerà il Scion del Clan della Terra.
- Myridell Bree, interpretata da Claire Palazzo e doppiata in italiano da Luisa D'Aprile. È la Custode del Tempio di Gorm, incaricata di trovare i quattro Scion sulla Terra ed addestrarli. Durante gli scontri evoca una barriera magica, che impedisce ai ragazzi di essere visti, ai nemici di scappare e agli estranei di entrare, ma durante la quale deve rimanere immobile e concentrata.
- Bors Karak, interpretato da Francesco Flenda. È un guerriero di Gorm appartenente al Clan dell'Aria, questo lo rende un combattente agile e furtivo. Inizialmente contrario alla scelta dei nuovi Scion, accetta solo su richiesta di Myridell di aiutarli.
- Lord Graven, interpretato da Tim Daish e doppiato in italiano da Dario Oppido. È l'infido signore oscuro che vuole conquistare il regno di Gorm, ma fallisce e viene sconfitto insieme ai suoi scagnozzi nella seconda stagione.

### Secondari
- Barone Durghon, interpretato da Andrea Cocco Hirai. Con poteri legati all'Acqua oscura è la nemesi fallita di Carter e membro più razionale tra i generali.
- Generale Audra, interpretata da Noémie Medini. Rappresenta l'Aria oscura e nemesi fallita Skye.
- Generale Fraktur, interpretato da Simon Rizzoni. Rappresentante della Terra oscura e nemesi senza successo di Glen.
- Generale Krater, interpretato da Andrea Beruatto. Legato al Fuoco oscuro è la nemesi sconfitta di Zane e più aggressivo tra i generali da preferire lo scontro alla strategia.
- Fireon, è il Gormita del Clan del Fuoco. È doppiato in italiano da Federico Talocci. Guerriero leale e onorevole, è anche il confidente di Zane.
- Windel, è la Gormita del Clan dell'Aria, amica di Skye nei momenti del bisogno o quando è triste. È doppiata in italiano da Martina Felli.
- Aqu, è il Gormita del Clan dell'Acqua, insegna a Carter a sfruttare i suoi poteri e funge da figura paterna nei momenti difficili. È doppiato in italiano da Stefano Broccoletti.
- Rockard, è il Gormita del Clan della Terra, preferisce la forza e l'azione, ma aiuta molto Glen in battaglia. È doppiato in italiano da Mattia Ward.
- Fusion, è il Gormita dei quattro elementi.
- Signor Campbell, interpretato da Brutius Selby, è il professore di storia della scuola.
- Coach Reynolds, interpretato da Yonv Joseph, è il professore di educazione fisica della scuola.
- Professoressa Phinney, interpretata da Jennifer Mischiati, è la professoressa di scienze della scuola.
- il brano NEW AGE GORMITI presente sui titoli di coda dell'ultima puntata della prima serie è scritto da Emiliano Palmieri Mario Parruccini Anna Muscionico ed interpretato da Benedetta Iardella.

## Produzione
La prima stagione della serie entra in pre-produzione alla fine del 2022 e le riprese iniziano il 19 giugno 2023 nei dintorni di Roma.
Il 25 settembre la serie viene presentata ufficialmente alla stampa dal produttore Iginio Straffi su The Hollywood Reporter Roma che ne rivela sia il budget (15 milioni di euro) sia il fatto che sia girata in lingua inglese. La maggior parte delle riprese avvengono a Roma e nei comuni limitrofi, con alcune sequenze girate anche nelle Marche e, per il prologo dell'episodio pilota, nella città fantasma di Craco, in Basilicata. Tra le location principali utilizzate a Roma e nelle zone limitrofe vi sono il Parco regionale di Veio a Formello, una fabbrica abbandonata nei pressi di Campagnano e la Casa Madre dei Mutilati e Invalidi di Guerra a Prati.
Nel novembre dello stesso anno, mentre i 150 membri del cast e della troupe si trovano a Genga a girare delle sequenze al Tempio del Valadier e all’interno delle grotte di Frasassi, vengono rivelati in conferenza stampa il nome del regista Mario Parruccini e quelli degli interpreti principali della serie: Millie Fortunato Asquini, Robel Tesfamichael, Federico Cempella, Francesco Petit (i quattro adolescenti terrestri, tutti al loro debutto televisivo come protagonisti), Claire Palazzo (la gormiana Myridell) e Tim Daish nel ruolo di Lord Graven. Qualche giorno dopo, TV Sorrisi e Canzoni pubblica anche il nome di Andrea Cocco Hirai come parte del cast fisso, nel ruolo di Barone Durghon.
La lavorazione, originariamente programmata per terminare prima di Natale, si conclude l’11 gennaio 2024 a Casal Palocco (Roma Sud), dove una villa di un quartiere residenziale viene adibita ad abitazione della famiglia Weldon.
Gli effetti speciali visivi della serie vengono curati dal gruppo Rainbow.

## Promozione
Il 16 ottobre 2023, mentre la serie è in piena lavorazione in Italia, un primo teaser trailer privato viene mostrato agli esercenti nella sezione Junior del MIPCOM di Cannes. Durante la fiera vengono inoltre annunciati sia la suddivisione della serie in due stagioni da 10 episodi l'una, che il target di riferimento (bambini dai 6 agli 11 anni). Enrico Preziosi, produttore associato del progetto, conferma la realizzazione di una nuova linea di action figure basata sui nuovi personaggi introdotti dalla serie.
Il 10 febbraio 2024 viene presentato a Casa Sanremo in anteprima mondiale il teaser trailer della serie, in collaborazione con Grotte di Frasassi (partner istituzionale dello spazio e location di diverse sequenze della prima stagione)
Il 3 giugno viene pubblicato un nuovo teaser ufficiale sui canali social della serie e quello presentato a Casa Sanremo viene rimosso.
Una serie di post e reel dedicati ai cinque protagonisti viene postata dall’account Instagram della serie a partire dal 5 giugno e successivamente viene annunciato anche l’esordiente Francesco Flenda come membro del cast principale, nel ruolo del guerriero gormiano Bors Karak.
Il primo episodio completo viene presentato in anteprima al Giffoni Film Festival il 20 luglio 2024, alla presenza del cast, del regista Mario Parruccini e del produttore Iginio Straffi. In occasione dell’evento, Straffi annuncia l’uscita ufficiale della serie in Italia, prevista per la fine di ottobre su Rai 2, Rai Gulp e RaiPlay. Viene inoltre presentata la nuova linea di giocattoli prodotta da Giochi Preziosi.
Agli inizi di agosto, viene aperto il sito ufficiale della serie, in cui vengono presentate nel dettaglio le nuove action figure dei personaggi principali, le Elesfere giocattolo e le carte da gioco.
Il 9 ottobre, il cast principale prende parte alla premiere della serie presso l'Anteo Palazzo del Cinema di Milano. L'evento viene organizzato in collaborazione con il Giffoni Film Festival, che indice per l'occasione un concorso web per dare a un numero limitato di adolescenti la possibilità di partecipare sia al talk con il regista Mario Parruccini e i protagonisti che alla proiezione privata del primo episodio.

## Distribuzione

### Italia
In Italia la serie debutta il 28 ottobre 2024 in fascia preserale su Rai 2, in boxset su RaiPlay e, a partire dal 4 novembre, in doppia replica giornaliera su Rai Gulp.

### Internazionale
Prima del lancio in Italia, la serie ha debuttato in Spagna il 12 ottobre 2024, sul canale televisivo tematico Clan e nella rispettiva piattaforma web. In Francia è trasmessa su Gulli ogni domenica pomeriggio a partire dal 27 ottobre, con il titolo Gormiti: Nouvelle Génération, mentre per promuovere l'imminente messa in onda in Grecia, i primi due episodi saranno proiettati in anteprima nazionale il 3 novembre presso il multisala The Village Cinemas di Atene. Nel Regno Unito la serie sarà un'esclusiva della BBC.